# Calendari armeni
El calendari armeni va ser introduït a Armènia pels perses durant el segle iv aC, però té més similituds amb el calendari egipci. L'any constava de 360 dies més 5 intercalats. No té any de traspàs, pel que perden un dia cada 4 anys.
El primer dia de l'any armeni és l'11 d'agost, i es denomina Nurus. El calendari armeni coincideix amb el calendari julià cada 1461 anys armenis (1460 anys julians). A aquest període se l'anomena la Gran Era Armènia. A més d'aquesta Gran Era existeixen eres menors de 532 anys: l'era d'Alexandria, l'era de Joan Diácono i l'era d'Azaríes Yulja (aquesta última és l'actual).
La Gran Era Armènia comença amb el concili de Tiben, en el qual es va produir el cisma de l'Església grega. Va començar el 9 de juliol de 552 (any de traspàs).

## Mesos armenis
Els mesos armenis actuals tenen els següents noms: 
- Chams
- Atam
- Chepaz
- Naja
- Gamar
- Natar
- Zira
- Tane
- Hamira
- Aram
- Ovtam
- Nirham